# Étourdi (1916)
Pour les articles homonymes, voir Étourdi (homonymie).
L'Étourdi est une canonnière, de lutte anti-sous-marine de la Marine nationale française, l’un des 23 navires de classe Ardent construits. Le navire a été construit à l’Arsenal de Lorient, lancé le 21 mars 1916 et mis en service dans la Marine nationale la même année, elle est. Le navire a été coulé le 19 juin 1940 pour lui éviter d’être capturé par les Allemands, et a été ferraillé l’année suivante.

## Conception
Les canonnières de classe Ardent ont été commandées dans le cadre du programme d’expansion de la flotte française de 1916 et 1917,. En 1916, l’état-major de la marine française commanda 23 canonnières anti-sous-marines (ASM), de 266 tonnes, à machines à vapeur à triple expansion, qui furent nommés « classe Ardent ». Les navires étaient fondamentalement identiques aux canonnières de classe Friponne. Ils s’en distinguaient principalement par le type de propulsion : les canonnières de classe Friponne utilisaient des moteurs Diesel, mais les navires de classe Ardent étaient équipés de machines à vapeur, dans de nombreux cas récupérées sur de vieux torpilleurs mis hors service,. Ils différaient donc sensiblement les uns des autres en ce qui concerne la puissance et la vitesse. Ils avaient tous des étraves en forme d’arc, mais ils différaient par la forme des superstructures et leur équipement.
L'Étourdi était conçu pour la lutte anti-sous-marine,. Sa coque avait une longueur hors tout de 60,2 mètres, une largeur de 7,2 mètres et un tirant d'eau de 2,9 mètres,,,. Son déplacement était de 266 tonnes à charge normale et de 400 tonnes à pleine charge,.
Le navire était propulsé par une machine à vapeur verticale à triple expansion d’une puissance de 1200 à 1500 ch, entraînant une hélice unique,. La vapeur était fournie par deux chaudières à charbon système du Temple ou Normand,. La vitesse maximale du navire était comprise entre 14 et 17 nœuds,,,. Le navire transportait 85 tonnes de combustible, ce qui lui permettait d’atteindre une autonomie de 2000 milles marins à une vitesse de 10 nœuds,.
L’armement de la canonnière se composait de deux canons de 145 mm, modèle 1910 et de deux rampes pour larguer des grenades anti-sous-marines,,,.
L’équipage du navire était composé de 55 officiers, officiers mariniers et matelots,,,.

## Historique
L'Étourdi a été construit à l’Arsenal de Lorient,,. Il fut mis en chantier en 1916 et lancé le 21 mars 1916,, (le 23 mars selon d’autres sources,). Il est mis en service dans la Marine nationale en 1916,,.

### Première Guerre mondiale
L'Étourdi est utilisé comme dragueur de mines et affecté à la division de Gascogne,. Il sert dans le golfe de Gascogne,, effectuant des patrouilles et des escortes de convois entre Cherbourg et le cap Ortegal, du 9 mai 1916 à 1917. En juin 1917, il est affecté aux Flottilles de la Manche occidentale et de l'Atlantique, à la 5e escadrille basée à La Pallice. Durant cette période, un seul marin de lL'Étourdi est mort pour la France : le matelot de 2ème classe chauffeur Joseph Louis Marcel Le Gludic, né le 8 août 1894 à Le Palais (Morbihan), qui s’est noyé accidentellement dans la Charente le 15 janvier 1918.
Au plan administratif, la canonnière fut considérée comme bâtiment armé en guerre pour les périodes du 17 mars au 22 août 1919 et du 1er au 24 octobre 1919, date de cessation des hostilités (Circulaire du 25 avril 1922 établissant la Liste des bâtiments et formations ayant acquis, du 3 août 1914 au 24 octobre 1919, le bénéfice du double en sus de la durée du service effectif (Loi du 16 avril 1920, articles 10, 12, 13.), §. A. Bâtiments de guerre et de commerce. ; Bulletin officiel de la Marine 1922, n° 14, p. 720 et 741.).

### Entre-deux-guerres
Tous les navires de classe Ardent ont survécu à la guerre. La majorité sont convertis dans les années 1920 en dragueurs de mines, avec l’ajout d’un équipement mécanique de dragage. Le navire a été ainsi converti entre 1918 et 1920,. Il remplit cette fonction dans l’entre-deux-guerres jusqu’à l’attaque allemande sur la France,. À partir de 1919, il est affecté au dragage des mines sur les côtes Nord de la France. En 1924, il est reclassé comme aviso de 2ème classe, mais redevient canonnière en 1925. En 1929, il redevient aviso de 2ème classe. Il est affecté en 1930 comme navire-école annexe à l’École des mécaniciens de Lorient, puis comme annexe de l’École navale,.

### Seconde Guerre mondiale
En septembre 1939, l'Étourdi est affecté aux Forces navales de l’Ouest, parmi les avisos non-endivisionnés. Le 18 juin 1940, il est dans l’impossibilité d’appareiller, lors de l’évacuation de Brest. Il est donc sabordé, dans le port pour lui éviter d’être capturé par les Allemands,. Renfloué, il est rayé des listes de la flotte en juin 1941 et mis à la ferraille,.